# Gustavo Majauskas
Gustavo A.  Majauskas Manfredi (ur. 12 stycznia 1966) – argentyński sztangista, olimpijczyk, reprezentant kraju na letnich igrzyskach olimpijskich w Barcelonie oraz w Atlancie. Srebrny medalista igrzysk panamerykańskich w 1995.